# マニュエル・ファハルド国立体育大学
マニュエル・ファハルド国立体育大学(Instituto Superior de Cultura Fisica Manuel Fajardo ISCF)は、キューバ革命の英雄である、医者であり革命家として戦ったマヌエル・ファハルドの名前が冠された体育大学。キューバのハバナに設置されている。学費無料。キューバの学制は日本と同じく小学校6年、中学3年、高校3年、大学4年。独自のスポーツ教育システムにより10～12歳になると、野球やバレーボールなどで才能を認められた子供はスポーツイニシエーションスクールのようなスポーツ専門学校に通う。その後体育向上高等学校のようなスポーツの技術をさらに高めるための高校に通う。そういう生徒が卒業後に進学する体育大学である。大学生でも、キューバでは25歳まで大学に入れ、毎日大学に行くわけではない。そのため大学に所属しながら国内リーグでプレーするのがほとんどである。MLBの主砲のヨエニス・セスペデスらはキューバリーグ時代は土曜日のみの授業で国内リーグに参加していた。
姉妹校としてスポーツ体育国際大学（Escuela Internacional de Educación Física y Deportes）がマヤベケにある。
入学要件はスポーツの実績と、学校からの推薦状が必要。キューバの学生代表の野球選手はほぼ全員この大学の在校生であり、ユニバーシアードの選手もほぼ全員この大学から選ばれる。
スポーツには科学的な知識が必要との考えから数学と物理の教育にも力をいれている。また、医学部もある。体育教師の養成大学としてキューバでは有名であるが、博士号をもつ一流の教員の何人かは亡命した。そのため、一時期体育の学士号しかもたないものだけで運営されていた時代があった。

## 卒業生
- ホセ・アブレイユ
- アルフレド・デスパイネ
- イスメル・ヒメネス
- レスリー・アンダーソン
- ヨエニス・セスペデス
- ロエル・サントス
- レオネス・マーティン
- イヒニオ・ベレス

※注EcuRedによる。